# エネルギー効率改善都市
エネルギー効率改善都市（エネルギーこうりつかいぜんとし）とは、2014年9月23日に開催された国連の気候サミットで採択された、エネルギー効率およびエネルギーの経済効率向上に具体的な取り組みを実行している都市を顕彰したものであり、日本では富山市が唯一の対象となっている。

## 名称と表現
エネルギー効率改善都市という呼称は日本が独自に訳した造語である。国連気候サミット（2009年開催の国連気候変動サミットとは異なる）で、国連のパン・ギムン事務総長が主導する地球温暖化への対策としての「SE4ALL（サスティナブル・エネルギー・フォー・オール、すべての人のための持続可能なエネルギー）」で掲げた「Global Energy Efficiency Accelerator Platform（グローバル・エネルギー・エフィシエンシー・アクセラレータ・プラットフォーム、世界的エネルギー効率加速プラットフォーム）」を推進するためにいくつかのモデルケースを示した。
その中の一つ「District Energy in Cities Initiative（ディストリクト・エネルギー・イン・シティズ・イチシアチブ、都市主導の地域エネルギー）」を促進するにあたり、先行事例となる実践都市・模範都市としてアメリカのミルウォーキー、メキシコのメキシコシティ、ペルーのリマ、デンマークのコペンハーゲン、そして富山市の名が上げられた。これをもって日本では「エネルギー効率改善都市」と命名した。この和名を富山市では公式に採用しているが、当初は政府や外務省・環境省では用いていなかった。
その語源は、2014年（平成26年）7月29日に外務省参与で地球環境問題担当大使の堀江正彦が富山市を視察訪問した際、「富山市が世界のエネルギー効率改善のモデル都市になるよう期待している」との発言が報道され、その文中で既に「エネルギー効率改善都市」と記されている。これは、同月15日に富山市を視察訪問したSE4ALLニューヨーク事務所代表の高田実から「富山市を国連気候サミットへ招待する」と連絡をうけ、富山市側に報告した経緯によるものであった。9月1日の富山市長による記者会見では、「国際連合 気候サミットにおける「エネルギー効率改善都市」特別セッションへの出席について」と正式にエネルギー効率改善都市の名称を用いている。

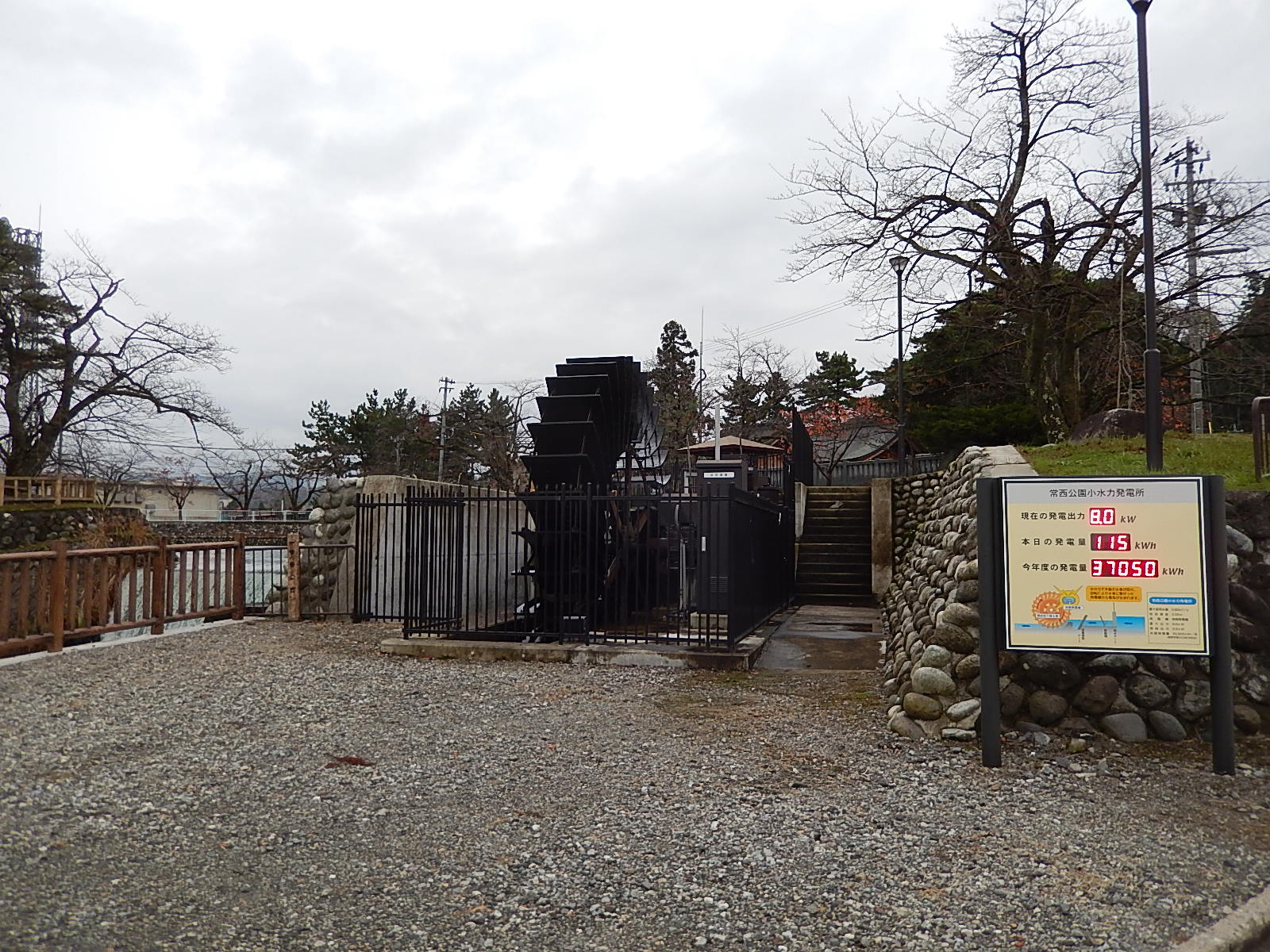
関係者の視察が相次いだ常西用水発電所

一方、初報から「国連が選定するエネルギー効率改善都市」と記載され、富山市も「選定」と称したことから、一般には「認定・登録された」と誤認波及した。選定という言い方は、富山市が2008年（平成20年）に第一期の環境モデル都市に「選定」されたことが影響していると思われる。しかし、District Energy in Cities Initiativeを紹介する原文には、選定を意味する「selection」や「choice」という文言はなく、「registration(登録)」「authorization(認定)」「designation(指定)」「sanction(承認)」なども見当たらない。そもそもエネルギー効率改善都市は世界遺産のような条約に基づく保護根拠もなければ、登録制でもない。エネルギー効率改善都市の手本として紹介された5つの都市は「顕彰された」とするのが妥当である。
さらに、ポーランドのワルシャワ、ブータンのティンプー、マレーシアのイスカンダル地域（計画地区）などもエネルギー効率改善都市に選定されたとの報道もあったが、こちらも原文では「participating」とあり、選定されたというよりは「（自ら）参加の意思を表明した」ものであり、富山市と同等に扱うことなど解釈に語弊がある。

## 具体的な取り組みと展望
そもそもDistrict Energyは都市内でのコジェネレーション連携を推進する地域エネルギー供給（地域熱供給）が目的だが、SE4ALLでは地域毎の実状に合わせたさまざまな取り組みも対象とする。
いわゆるエネルギー効率改善都市に選定された5つの都市は、それぞれに省エネルギーへの取り組みや再生可能エネルギーの導入などを積極的に実施している。その上でミルウォーキーは下水管社会主義で、メキシコシティは大気汚染対策で、リマはUNIDO（国際連合工業開発機関）のISID（包摂的で持続可能な工業開発）による「貧困や環境問題対策を盛り込んだリマ宣言」の履行、コペンハーゲンは自転車社会の展開でEUによる欧州グリーン首都賞に選定、そして富山市はLRT（次世代型路面電車）や小水力発電により経済産業省のエコタウンや国の新成長戦略「21の国家戦略プロジェクト」のひとつ環境未来都市にも選定されていることが評価された（もともと富山市はイタイイタイ病発祥地であることから環境問題には敏感で、その結果として全国の自治体の中でもエネルギー消費を含むジニ係数の格差が少ない都市となった）。

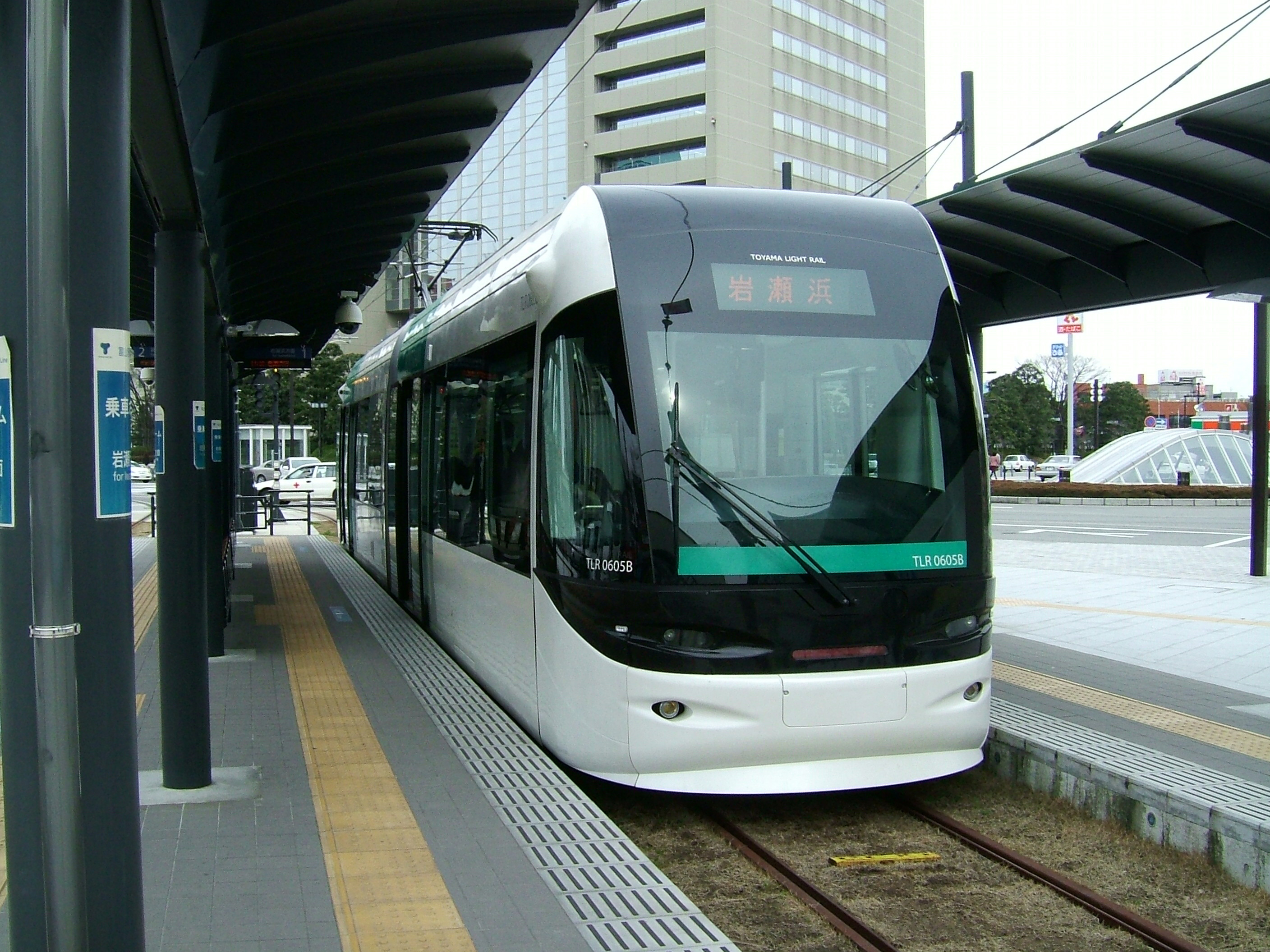
富山市のエネルギー効率化の一環であるLRT

エネルギー効率改善都市へは都市のみならず、UNEP（国際連合環境計画）・国連ハビタット・IEA（国際エネルギー機関）のような国際機関、IDEA（国際地域エネルギー協会）のような業界団体、そしてシーメンスのような企業も指名参加する。
世界的エネルギー効率加速プラットフォームへは、中国の済南市、フィリピンのマニラ、モンゴルのウランバートル、カザフスタンのアルマトイとアスタナ、ブータンのティンプー、モンテネグロのツェティニェ、ポーランドのワルシャワ、メキシコのレオン、ペルーのリマ、マレーシアのイスカンダル地区（10自治体）の12都市が参加を表明した。
この他、「District Energy System（ディストリクト・エネルギー・システム、地域エネルギーシステム）」という、いわゆる地域エネルギー供給導入（日本では設備システムエネルギー消費係数の向上として捉えられる）に韓国のソウル、中国の済南市と鞍山市、ケニアのナイロビ、イタリアのミラノ、フランスのパリ、ルーマニアのフォクシャニ、フィンランドのヘルシンキ、スウェーデンのベクショー、イギリスのロンドン、カナダのバンクーバー、アメリカのセントポール、コスタリカのサンホセ、コロンビアのサンティアゴ・デ・カリ、エクアドルのキト、ブラジルのレシフェとソロカーバが関心を示している。

## 意義と課題
SE4ALLが目指すところは、2030年までの①普遍的なエネルギーへのアクセス達成、②世界全体でのエネルギー効率の改善ペースを倍増、③世界全体での再生可能エネルギーのシェア倍増であり、エネルギー効率改善都市は京都議定書のように国家単位での批准・離脱に左右されることなく、都市での参加行動により環境負荷の軽減を図ることにある。
しかしながら、上記に列挙した都市は先進国と途上国という経済的格差に加え、人口、生活環境や文化的背景の相違、地理的条件などが異なり、一概に比較しにくい面もある。また、地域エネルギーシステムはインフラ整備に資本集約が必要となり、途上国においては資金調達が大きな障壁となる。

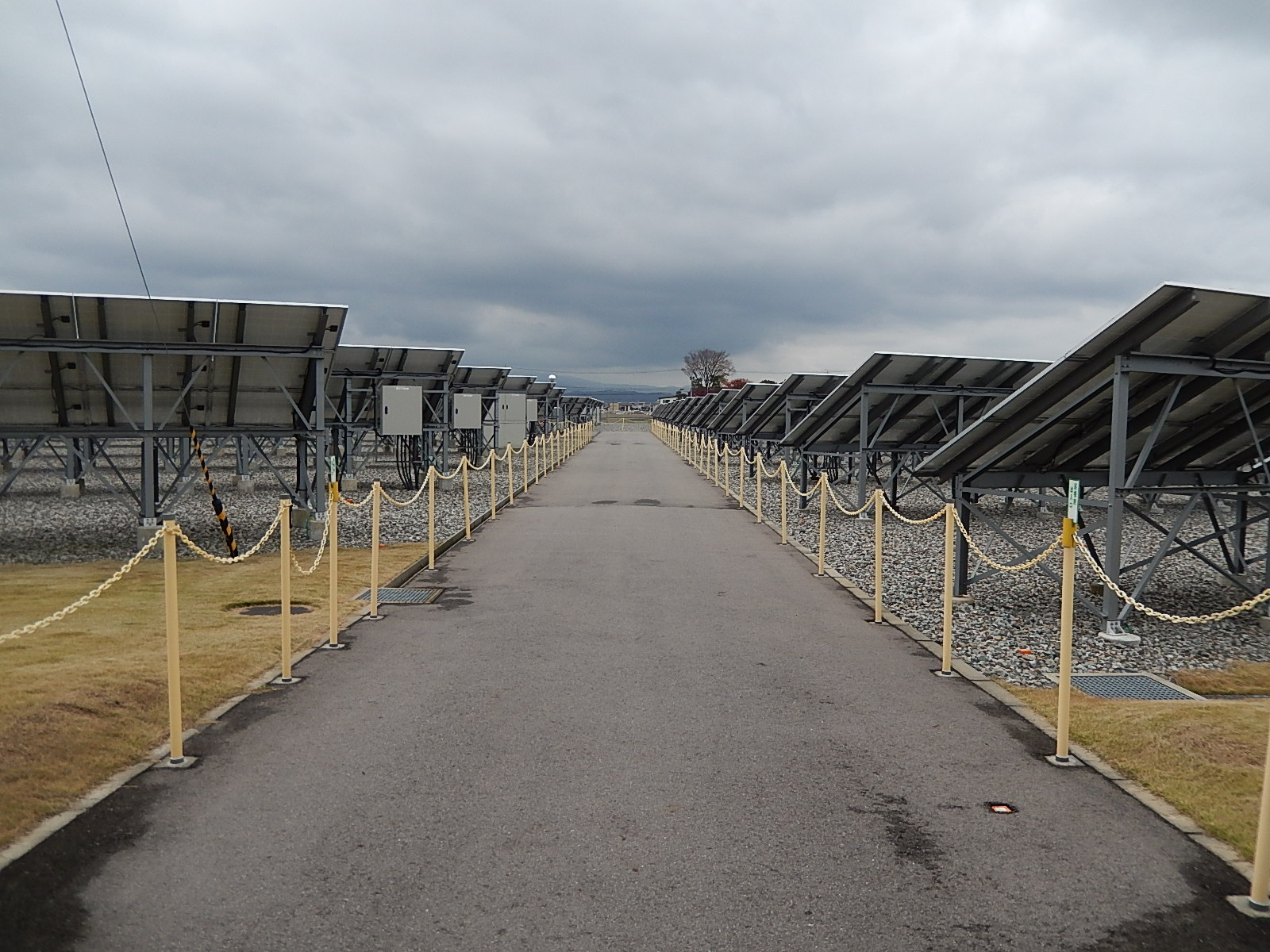
太陽光発電にも力を注いでいる

日本においても新たに都市の低炭素化の促進に関する法律（略称：エコまち法）が制定されたが、その主旨である「低炭素まちづくり計画」を富山市ではまだ策定に至っておらず、エネルギー効率改善都市としては片手落ちである。また、富山市は中心市街地の活性化に関する法律に基づくコンパクトシティ認定一号でもあり、OECD（経済協力開発機構）によるコンパクトシティの世界の先進モデル都市にも選出されているが、事業評価としては厳しい意見もある。再生可能エネルギーによる発電の固定価格買い取り制度に関しても富山市は始動しているが、各地で電力会社が買い取り制限を設け計画が頓挫しかけており、先行きが危ぶまれる（現時点で北陸電力は買い取り制限はしていない）。さらに富山市はエネルギー効率改善都市の肩書を活かし、環境ビジネスの育成とそれに伴う雇用の創出、観光誘致なども計画するが、環境を重視した運営ができるかも問われる。

## 環境サミット
エネルギー効率改善都市となったことから、伊勢志摩サミットの環境大臣会議が2016年5月15-16日に富山市で開催された。

## 類似する環境系都市顕彰制度
コペンハーゲンの欧州環境首都のように、日本の都市が参加していないことから知られていない環境都市を顕彰する制度や事業が複数ある。

### エコシティ
エコシティは、1975年にアメリカのカリフォルニアで設立されたUrban ecology（アーバンエコロジー）という組織を母体に、1990年に国際エコシティ会議を開催して以降、影響力を増した。エコシティは3R・屋上緑化・近郊農業などを実践している都市を顕彰する。主導的な役割を果たす都市として、ブラジルのクリチバ、インドのオーロヴィル、ドイツのフライブルク、スウェーデンのストックホルム、オーストラリアのアデレードを上げている。

### サスティナブルシティ
アーバニズムの影響をうけエコシティの理念を進めたのが、サスティナブルシティである。United Cities and Local Governments（都市・自治体連合）が推進しており、都市のスプロール現象の抑止、都市農業によるフードマイレージの縮小、電気自動車・燃料電池自動車の普及などを目指す。スペインのバルセロナ、オーストラリアのメルボルン、カナダのカルガリーとオタワ、中国の天津市と南京市、韓国の仁川市、ニュージーランドのワイタケレ、スウェーデンのヨーテボリ、アラブ首長国連邦のマスダール・シティなどが上げられている。

### スマートシティ
スマートシティは、スマートグリッドなどITを駆使してエネルギー効率を含む都市運営を効率化することを目的とする。オランダのアムステルダム、アラブ首長国連邦のマスダール・シティ、中国の天津市などが有名で、国内では横浜市や豊田市などで実証実験が行われている。毎年スペインのバルセロナでスマートシティ国際会議が開催されており、スマートシティ賞都市部門を選定している。

### 世界的地域エネルギー気候賞
ユーロハート＆パワーというNGO団体が欧米の都市とそこで環境事業を展開する企業を中心に顕彰し、2009年から二年毎に「Global District Energy Climate Award（世界的地域エネルギー気候賞）」を授与している。アジアではシンガポールと中国黒竜江省のジャムス市が受賞。

### 気候リーダーシップ賞
エネルギー効率改善都市に企業として協賛するシーメンスと世界大都市気候先導グループ（C40）が、気候変動対策として都市の持続可能性を考慮しつつ先導的な活動を行った都市を表彰するため2013年に創設。第一回は東京、シンガポール、アメリカのニューヨークとサンフランシスコ、メキシコシティ、コロンビアのボゴタ、ブラジルのリオデジャネイロ、コペンハーゲン、ドイツのミュンヘン、メルボルンの10都市が選定された。

### エコビレッジ
エコビレッジは、大都市ではなく小規模地域社会で自主的に展開される環境への取り組みで、有機農業や水循環を実践している。元々はヒッピームーブメントから派生した自然回帰思想を行動に移した自給自足コミューンでのパーマカルチャーに端を発する。
インドのオーロヴィルやイタリアのダマヌールが知られる。世界エコビレッジネットワーク（GEN）がエコビレッジ国際会議を開催し、連携を進めている。

### クリエイティブシティ
クリエイティブシティはユネスコが推進する事業で、日本では創造都市ネットワークと呼ばれている。21世紀型の新都市構築構想（脱重工業・脱大量生産・脱架空経済を創造産業あるいは地域に根差した文化産業で実践）により都市の活性化を図り、社会文化的進化と文化多様性を実現することを目的としている。
世界遺産が不動産構築物を対象とし、都市としては歴史的な街並み景観などを登録するのに対して、創造都市は文学・映画・音楽・工芸民芸(クラフト＆フォークアート)・デザイン・メディアアート・食文化(ガストロノミー)の7項目のいずれかで都市を定義する。IT社会を否定するものではなく、いわば「現代版無形文化遺産都市」。参加条件は7項目のいずれかを具現化できるクリエイター（作家・芸術家・職人など）あるいは企業（中小企業や町工場が望ましい）が有形無形の「技術と芸術が融合した文化的産物」を生み出し、文化消費する住民がいて、保護と活用を両立できる行政があること。特に伝統的蓄積があり、そこから斬新なものを創出できる活力がある都市が望ましい。
世界遺産は環境（文化的環境と自然環境）維持が第一で、常に新陳代謝が進む現代都市は相反する存在だが、クリエイティブシティに代表される知識産業や手仕事のような伝統産業やはエネルギー消費が少なく、エネルギー効率を含む環境文化という視点・意識が生まれてくることをユネスコは望んでおり、運営母体の規模と実績から今後の展開が期待される。